# Говоров Леонід Олександрович
Леоні́д Олекса́ндрович Го́воров (нар. 10 (22) лютого 1897, с. Бутирки, Яранський повіт, Вятська губернія, Російська імперія — 19 березня 1955, Москва, СРСР) — радянський воєначальник, Маршал Радянського Союзу (18.06.1944), Герой Радянського Союзу (27.01.1945), кавалер ордену «Перемоги» (31.05.1945). Кандидат у члени ЦК КПРС у 1952—1955 роках. Депутат Верховної Ради СРСР 2—4-го скликань.

## Біографія

### Дитинство і юність
Леонід Говоров народився в селянській сім'ї в селі Бутирки Яранського повіту Вятськой губернії (нині територія Кіровської області Росії). Батько — Олександр Григорович Говоров (1869—1918) працював бурлакою, матросом у пароплавній компанії купців Стахєєвих, «пісьмоводітєлем» реального училища в Єлабузі. Мати — Марія Олександрівна Говорова (Панфілова) (1867—1919) — домогосподарка. Леонід був найстаршим з чотирьох синів.
Після закінчення в 1909 році трьох класів сільської школи поступив в Єлабузьке реальне училище. У 1916 році, закінчивши своє навчання, поступив на кораблебудівне відділення Петроградського політехнічного інституту імператора Петра Великого. Проте, в грудні 1916 року Говоров був мобілізований до російської імператорської армії, і направлений курсантом на навчання в Костянтинівське артилерійське училище в Петрограді. У червні 1917 року, після закінчення навчання, отримав військове звання підпоручника і був призначений молодшим офіцером мортирної батареї у складі однієї з частин гарнізону Томська.
У березні 1918 року демобілізувався і повернувся до батьків у Єлабугу, де влаштувався працювати в кооперацію.

### Громадянська війна в Росії
У жовтні 1918 частини військ Колчака О. В. увійшли в Єлабугу. Говорова в чині підпоручника мобілізували до батареї 8-ї дивізії 2-го Уфимського корпусу, що входив з березня 1919 до складу Західної армії, бере участь у Челябінській та Уфимській операціях.
Через рік, у жовтні 1919, на хвилі масового дезертирства в Білій армії разом з декількома солдатами із складу своєї батареї покинув свою частину і, ховаючись, втік до Томська, де у складі бойової дружини взяв участь у повстанні проти білогвардійців. Томськ перейшов під контроль Червоної армії 22 грудня 1919, а в січні 1920 року Л. А. Говоров вступив добровольцем в 51-шу стрілецьку дивізію Василя Блюхера, де служив командиром артилерійського дивізіону.
У складі Перекопської ударної групи 6-ї армії А. І. Корка цей дивізіон брав участь у битвах проти військ П. М. Врангеля.
У 1920 році Говоров був двічі поранений — в серпні під селом Сірогози під час оборонних боїв у районі Каховки отримав осколкове поранення в ногу і у вересні в бою під Антонівкою кульове поранення в руку. За участь у Перекопсько-Чонгарській операції 1921 був нагороджений орденом Червоного Прапора.

### Міжвоєнний період
Після Громадянської війни займав посади начальника артилерії стрілецької дивізії, полку, корпусу, відділення. Активно займається своєю військовою освітою. У 1926 році закінчив Артилерійські курси вдосконалення командного складу, в 1930 році — Вищі академічні курси при Військовій академії ім. М. В. Фрунзе, а в 1933 році заочно закінчив повний курс академії на її оперативному факультеті. Самостійно вивчивши німецьку мову, склав іспит на військового перекладача. 5 лютого 1936 року Л. О. Говоров отримав військове звання «комбриг».
У 1938 році був призначений викладачем тактики в Артилерійській академії ім. Ф. Е. Дзержинського. У 1939 році написав свою першу наукову працю на тему «Атака і прорив укріпленого району».

### Друга світова війна

#### Радянсько-фінська війна
У 1940 році призначений начальником штабу артилерії 7-ї армії, яка брала участь у боях на території Карельського перешийка. За роботу з підготовки артилерійського забезпечення під час прориву ділянки лінії Маннергейма Л. О. Говоров був нагороджений орденом Червоної Зірки, отримав звання комдива.
З серпня 1940 року — заступник генерал-інспектора артилерії Червоної армії. З травня по липень 1941 року — начальник Військової артилерійської академії імені Дзержинського.

#### Битва за Москву
На початку війни з Німеччиною Говоров знаходився на Західному фронті, виконував обов'язки начальника артилерії Західного стратегічного напрямку. З 30 липня очолював артилерію Резервного фронту, активно займався створенням системи протитанкової оборони, підготовкою до Єльнінської операції. 15 жовтня 1941 року Говоров приймає командування 5-ю загальновійськовою армією, яка вела важкі оборонні бої на підступах до Можайська, і 18 жовтня 1941 року змушена була відступити.
У першій половині листопада 1941 року Говоров організував на підступах до Москви глибоко ешелоновану оборону з потужним артилерійським заслоном і маневровими протитанковими загонами. На початку грудня 1941 року Говоров особисто керував оборонними діями, в результаті яких йому вдалося зупинити наступ 4-ї німецької армії Гюнтера фон Клюге. Під час Клинсько-Сонячногірської операції підрозділи 5-ї армії перейшли у загальний наступ. За важливий внесок в оборону Москви і контрнаступ генерал-лейтенант артилерії Леонід Говоров був нагороджений двома орденами Леніна. Член ВКП(б) з 1942 року.

#### Ленінградський фронт
У червні 1942 року Говоров був призначений командувачем військами Ленінградського фронту. Брав участь у проведенні багатьох важливих військових операцій. Під час Усть-Тосненської наступальної операції 1942 року, його війська ціною великих втрат добилися лише часткового успіху. Особливо відзначився в операції «Іскра» (12 — 30 січня 1943), в результаті якої був здійснений прорив блокади Ленінграда. 15 січня 1943 року Л. О. Говорову було присвоєне звання «генерал-полковник». При проведенні Красноборської і Мглинської операції (лютий — серпень 1943), Говорову не вдалося досягти успіху.
17 листопада 1943 року Говорову було присвоєне звання «генерал армії». Проявив полководницький талант під час Ленінградсько-Новгородської операції (січень — березень 1944). Під час наступу війська Ленінградського фронту пройшли на захід близько 220—280 км, розгромили 26 дивізій противника, і майже повністю визволили Ленінградську область і частина Калінінської області.

#### Вигнання фінських та німецьких військ з Карелії та Прибалтики
Під час битви за Нарву (лютий — серпень 1944) війська Ленінградського фронту вклинилися в потужну оборону противника. Говоров з перемінним успіхом провів кілька великих наступальних операцій на нарвському напрямку. В ході наступу радянські війська зазнали важких втрат, і були зупинені на рубежі «Танненберг».
В червні 1944 успішно провів Виборзьку операцію, в результаті якої були розгромлені фінські війська на Карельському перешийку. Незважаючи на початковий успіх, наступ радянських військ було зупинено фінами під час боїв при Талі-Іхантала. 18 червня 1944 року Л. О. Говоров отримав військове звання «маршал Радянського Союзу».
У вересні — листопаді 1944 року Говоров вдало провів Талліннську та Моонзундську операції, в результаті яких від німецьких військ була визволена Естонія та острови Моонзундського архіпелагу. 27 січня 1945 року маршалу Л. О. Говорову було присвоєне звання Герой Радянського Союзу.
На завершальному етапі війни керував діями радянських фронтів проти Курляндської групи німецьких військ. 8 травня командування групи армій «Курляндія» прийняло умови радянського ультиматуму та капітулювало. 31 травня 1945 року Леонід Олександрович Говоров був нагороджений орденом «Перемога» за розгром німецьких військ під Ленінградом і в Прибалтиці.

### Післявоєнний період
9 липня 1945 року призначений командувачем військами Ленінградського військового округу, що був утворений на основі Ленінградського фронту. З квітня 1946 року — головний інспектор Сухопутних військ СРСР. З січня 1947 року займає пост головного інспектора Збройних сил СРСР. З липня 1948 до травня 1952 року командував військами ППО СРСР. Під його керівництвом в СРСР проводиться структурна реорганізація управління військами ППО, приймаються на озброєння зенітно-ракетні комплекси, реактивні винищувачі, новітні радіолокаційні станції.
В грудні 1948 року очолював «суд честі», який виніс обвинувачення чотирьом адміралам — М. Г. Кузнєцову, Л. М. Галлеру, В. А. Алафузову, Г. А. Степанову, які були реабілітовані у 1953 році.
З квітня 1953 призначений на пост головного інспектора Міністерства оборони СРСР. У травні 1954 стає першим головнокомандувачем військами ППО СРСР, призначається заступником міністра оборони СРСР.
До того часу Говоров був важко хворий на гіпертонічну хворобу, переніс інсульт. Помер в Москві 19 березня 1955 року. Урна з його прахом похована в Кремлівській стіні на Червоній площі в Москві.

## Військові звання
- Прапорщик (1917)
- Комбриг (05.02.1936)
- Комдив (21.03.1940)
- Генерал-майор артилерії (04.06.1940)
- Генерал-лейтенант артилерії (09.11.1941)
- Генерал-полковник (15.01.1943)
- Генерал армії (17.11.1943)
- Маршал Радянського Союзу (18.06.1944)

## Нагороди

### СРСР
- Медаль «Золота Зірка» (27 січня 1945)
- Орден «Перемога» (№ 10 — 31 травня 1945)
- 5 орденів Леніна (10.11.1941, 02.01.1942, 27.01.1945, 21.02.1945, 21.02.1947)
- 3 ордена Червоного Прапора (1921, 03.11.1944, 15.11.1950)
- 2 ордени Суворова I ступеня (28.01.1943, 21.02.1944)
- Орден Кутузова I ступеня (29.07.1944)
- Орден Червоної Зірки (15.01.1940)
- Медаль «XX років Робітничо-Селянській Червоній Армії»
- Медаль «За оборону Ленінграда»
- Медаль «За оборону Москви»
- Медаль «За перемогу над Німеччиною у Великій Вітчизняній війні 1941—1945 рр.»
- Медаль «В пам'ять 800-річчя Москви»
- Медаль «30 років Радянській Армії та Флоту»

### Іноземні нагороди
- Легіон Заслуг (США)
- Орден Почесного легіону (Франція)
- Воєнний хрест 1939—1945 (Франція)